# Mycosphaerella berkeleyi
Mycosphaerella berkeleyi är en svampart som beskrevs av W.A. Jenkins 1938. Mycosphaerella berkeleyi ingår i släktet Mycosphaerella och familjen Mycosphaerellaceae.   Inga underarter finns listade i Catalogue of Life.